# Абубакар, Атику
Алхаджи Атику Абубакар (англ. Atiku Abubakar; род. 25 ноября 1946, Джада, Британский Камерун) — нигерийский политический деятель, бизнесмен и филантроп, вице-президент Нигерии в 1999—2007 годах. Он был кандидатом в президенты Нигерии на выборах 2007 года, где занял третье место. Был вторым на президентских выборах 2019 года.

## Политическая карьера
Абубакар — очень состоятельный и влиятельный в Нигерии человек, особенно популярен у мусульманского населения севера страны. В политику он пришёл ещё в начале 1980-х годов, до того двадцать лет проработав в таможенной службе Нигерии, взойдя по карьерной лестнице до должности начальника службы. В 1991 году участвовал в выборах на пост губернатора провинции Гонгола (ныне штаты Адамава и Тараба), в 1993 году был участником президентской кампании, но занял третье место на праймериз Социал-демократической партии (СДП). В 1999 году Абубакар вошёл в команду избранного президентом Олусегуна Обасанджо и стал вице-президентом Нигерии. Этот пост он занимал до 2006 года, к концу срока отношения с президентом у него сильно испортились.
На президентские выборы 2007 Абубакар пошёл в качестве кандидата от новой правоцентристской партии Конгресс действия, покинув правящую Народную демократическую партию (НДП), у истоков которой он стоял в 1999 году. Он занял третье место на выборах, получив 7,47 % голосов. К новым президентским выборам 2011 года Абубакар вернулся в правящую партию в надежде вновь побороться за президентский пост. Он был избран северным советом племён в качестве единого кандидата, но на партийных праймериз в январе 2011 года его кандидатуре предпочли тогдашнего вице-президента Гудлака Джонатана, который получил в свою поддержку 78 % голосов, а затем победил на президентских выборах.
В начале 2014 года Абубакар стал одним из самых влиятельных нигерийских политиков, сменивших правящую НДП на оппозиционный Конгресс за прогрессивные изменения (КПИ). Бывшие соратники обвиняли Абубакара в желании использовать новую партию в качестве платформы для очередной попытки избраться на президентский пост. Сам политик объяснил свои действия желанием помочь создать в Нигерии двухпартийную политическую систему, а также заявил, что никогда не вернётся в НДП, поскольку партия уже не та, что была прежде. Кандидатом на всеобщих выборах 2015 от КПИ стал Мохаммаду Бухари, который выиграл выборы. Кроме того, КПИ одержала победу на выборах в обе палаты парламента, впервые с 2015 года отстранив НДП от власти.

## Личная жизнь
В 1971 году, будучи таможенником женился на Титилайо Альберт, которая приняла ислам и сменила имя на Амина Тити Атику Абубакар.